# Clematis obvallata
Clematis obvallata là một loài thực vật có hoa trong họ Mao lương. Loài này được (Ohwi) Tamura mô tả khoa học đầu tiên năm 1954.

## Hình ảnh

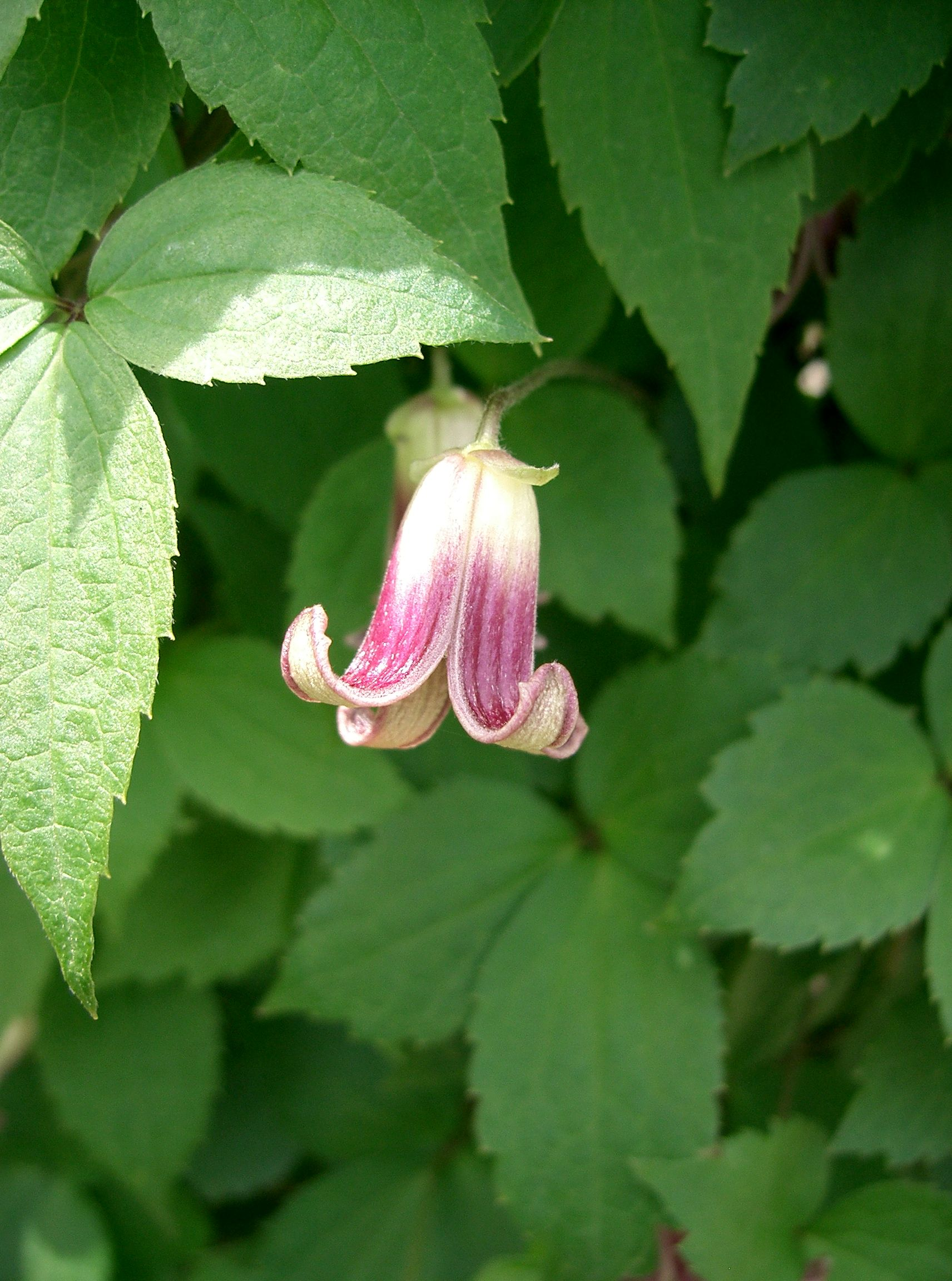
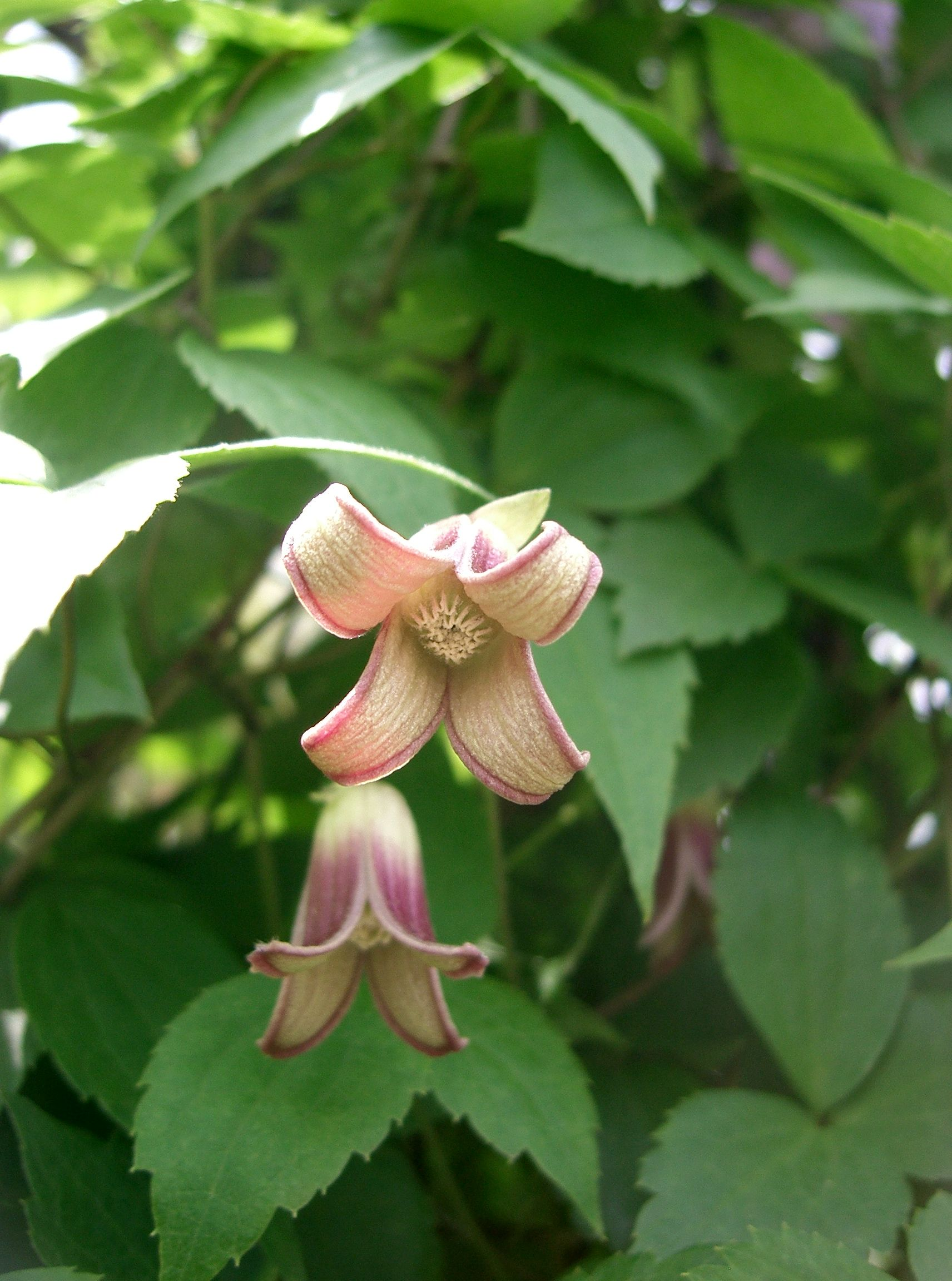